# Мухаммад I ан-Насір
Аль-Малік Насіруддін Мухаммад ібн Калаун ан-Насір (араб. الناصر محمد; 1285–1341) — мамелюкський султан Єгипту, який тричі сходив на престол з грудня 1293 до своєї смерті 1341 року.

## Життєпис
Народився у Каїрі. Був молодшим сином султана Калауна та братом султана Халіля. Його мати Сітт Ашлун була донькою монгола Суктай бін Караджин, що перебіг від ільханів до мамлюків.
1294 року мамелюки убили султана Халіля, в результаті чого на трон зійшов його малолітній брат Мухаммад. Однак за рік його усунув від влади мамелюкський емір монгольського походження Кітбуга аль-Аділь.
У той же час велике значення у політичному житті Єгипту почали відігравати вихідці з Кавказу, яких називали Бурджитами. 1296 року проти Кітбуги повстав один з мамелюкських воєначальників тюрків Ладжін, а сам Кітбуга був змушений тікати в Дамаск і добровільно зректись престолу. Ладжін став султаном, але не отримав абсолютної влади. Він мав розділяти її з мамелюкськими емірами, які 1299 року склали змову, убили Ладжіна й повернули на престол Мухаммада. Причиною невдоволення емірів було скорочення податкових надходжень на користь гвардії.
Після другого сходження на престол реальна влада перебувала в руках лідера Бахритів Салара й лідера Бурджитів Бейбарса. 1299 року правитель Ірану ільхан Махмуд Газан вторгся до Сирії та завдав поразки мамлюкам у битві біля Хомса. Після цього Газан зайняв Дамаск і Єрусалим, але довідавшись про зібрану нову єгипетську армію, у березні 1300 року монголи пішли з Сирії. 1302 року було встановлено зверхність над Меккою і Хіджазом. 20 квітня 1303 року в долині Мардж ас-Суффар, на південь від Дамаска, мамелюки завдали поразки монголам, після якої вони вже не наважувались вторгатись до Сирії.
1309 року Мухаммад зачинився у фортеці Карак й оголосив про своє зречення. У квітні в Каїрі мамелюки обрали нового султана, яким став Бейбарс II. На бік Мухаммада встала вся Сирія та лідер Бахритів Салар. Невдовзі Бейбарс II залишив Каїр, а Мухаммад утретє зійшов на престол. Невдовзі Бейбарса схопили і стратили. Також прийняв відставку Салара з посади наїб аль-салтани (на кшталт віцесултана), замінивши його Бактмаром аль-Джукондаром. 
Ан-Насір був рішуче налаштований не дозволяти жодному еміру бути під владою чи позбавленим його повних прав як султана. 1310 року заарештував Салара, і той невдовзі помер у в'язниці. Мамелюків та майно як Байбарса, так і Салара було конфісковано. Невдовзі наїб аль-салтаною Бактмар аль-Джукондар та емір Біхтас змовилися повалити ан-Насіра та замінити його еміром Мусою, онуком Калауна. Змову було викрито і заколотників арештовано. 1311 року призначив наїб аль-салтаною Бейбарса аль-Девадара.
1311 року відкрив значний канал, що з'єднував Александрію з Нілом. Також розпочав значні будівельні роботи, що тривали протягом усього його панування: спорудження площі аль-Мідан аль-Насірі, розширення Цитаделі, зокрема Каср аль-Аблак (Смугастий палац), тронну заллу аль-Іван аль-Кабір, нову п'ятничну мечеть та систему акведуків Цитаделі. Крім того, він побудував низку медресе, зокрема своє поховальне медресе в Байн аль-Касрайн, громадські лазні та відремонтував понад 30 мечетей. Він також додав до комплексу споруд свого батька перший у Каїрі сабіл – фонтан для всіх, особливо для бідних, які могли не мати доступу до криниці. Загалом за часи його панування було споруджено 89 джум, 73 шкіл, 33 месджиди, 25 завій, 22 ханаки, 22 рибата та 5 бімарістана (лікарні).
1312 року стикнувся з вторгненням військ ільхана Олджейту, якого підтримав кіпрський король Генріх II. У 1313 році монголи захопили Сирію до Дамаска включно, але зрештою не змогли втримати Дамаск. Через спеку і хвороби ворог відступив. У 1314 року війська султана захопили місто Малатью, потім здійснили декілька грабіжницьких нападів на Кілікійське королівство. 
Скасував кілька офіційних посад, конфіскував багатства та майно корумпованих чиновників, звільнив ойратсів зі служби та скасував виняткові податки та додаткові збори, які влада накладала на простий нарід і які збагачували чиновників та робили емірів могутнішими. Султан призначив еміра Ібн аль-Вазірі, відомого своєю жорсткою боротьбою з корупцією, головою Дар аль-Адль (Суду правосуддя), і щопонеділка Ан-Насір вислуховував скарги простого народу на чиновників та емірів. Він заборонив своїм намісникам страчувати або фізично карати засуджених без його дозволу та закрив сумнозвісну в'язницю поблизу Цитаделі. Султан  викарбував кілька тисяч нових монет, щоб замінити підроблені в попередні правління.
У 1314 році він скасував посаду наїба аль-салтани. У 1315 році він провів землемірне обстеження, щоб відновити розмір податків, які землевласники та поміщики мали сплачувати державі. Мухаммад уперто боровся зі спекулянтами й підтримував порівняно низькі ціни на зерно. Завдяки таким заходам населення переживало тривалий період матеріального статку.
1315 року повалив Кернабеса, царя Мукурри-Нобатії, поставивши на трон Баршанбу, що прийняв іслам та пообіцяв ісламізувати країну. З цього часу відбувається поступово встановлення владу над Нубією, яке посилилося після 1333 року. Разом з тим почалися намагання ільханів встановити владу над Хіджазом.
1316 року відбуто напад монголів на Алеппо. 1321 року за наказом султана війська захопили Багдад, де знищили великі кухлі з вином, а місцевих повій змусили вийти заміж. За цим залишили місто. 8 травня 1321 року відбулося збурення мусульман, яке розпалювали фанатичні улеми (за іншою версією суфійські братства), які вимагали зруйнувати усі церкви та вигнати християн в провідних містах султанату. За цих обставин Мухаммад I ан-Насір, незважаючи на зусилля не зміг протидіяти нищенню понад 60 коптських церков та монастирів по всьому Єгипту, зокрема найстаріших аз-Захра і Бу-Міна. Через місяць заворушення поновилися, при цьому постійно відбувалися підпали мечетів та медресе, в яких запідозріли коптів та греків. Для розв'язання проблеми султан викликав Іоана IX, аббу і патріарха Александрійського, який намагався переконати султана, що усіх підпалючів вже схоплено. Але ан-Насір видав наказав, яким дозволив вбивати усіх підозрілих християн. Наслідком стали численні вбивства. У відповідь на переслідування християн у Єгипті та знесення церков в 1325 році негус Амда Сейон I написав листа Мухаммеду I, в якому погрожував відвести води річки Ніл вгору за течією, якщо ці дії не припиняться. Султан зневажливо поставився до посланців негуса та відпустив їх.
1318 року загони ільхана Абу-Саїда встановили шаріфом Мекки Хумайду, якого мамлюкам вдалося повалити лише 1320 року. З цього часу влада султаната над Хіджазом стає міцною.
1327 року прийняв посланця від папи римського Івана XXII, який надіслав листа щодо захисту християн та їх святинь. У лютому 1330 року французький король Філіп VI відправив посольство зі 120 осіб, якеа звернулася до ан-Насіра з проханням дарувати королю місто Єрусалим та навколишні райони вздовж узбережжя Середземного моря в Леванті. Ан-Насір брутально відкинув це прохання.
1338 року заслав до Куса халіфа аль-Мустакфі I. Помер султан 1341 року. Йому спадкував син Аль-Мансур Абу Бакр, якого за день до своєї смерті призначив своїм спадкоємцем та змусив усіх емірів присягнутися тому.

## Родина
Ан-Насір мав 6 дружин і 7 наложниць, від яких народилося 16 синів і 13 доньок.